# Ferencvárosi TC (Eishockey)
Ferencvárosi TC jégkorong szakosztály (deutsch: Ferencvároser Turnclub Abteilung Eishockey) ist eine ungarische Eishockeymannschaft aus Budapest, die 1928 gegründet wurde und sowohl an der MOL Liga als auch an der ungarischen Meisterschaft teilnimmt. Die Mannschaft ist die Eishockeyabteilung des bekannten Budapester Sportvereins Ferencvárosi TC.

## Geschichte

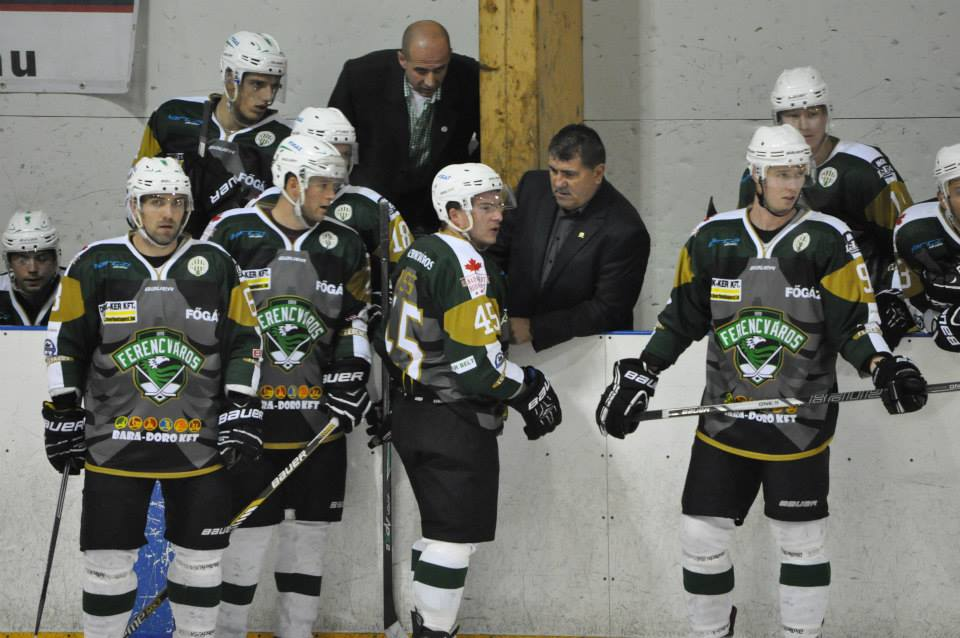
Spieler des Klubs (Feb. 2016)

Die Eishockeyabteilung schloss sich 1928 dem Budapester Sportverein Ferencvárosi TC an, der bereits 1899 gegründet wurde. Es dauerte bis 1951, bis der Verein seinen ersten Meistertitel gewann. Diese und die beiden Meisterschaften 1955 und 1956 gewann das Team unter dem Namen Kinizsi SE Budapest. Ab 1957 standen die Spieler wieder als Ferencvárosi TC auf dem Eis. Insgesamt hat der Verein 25 ungarische Meistertitel gewonnen und ist somit alleiniger Rekordmeister. Zudem gewann man 13 Mal den Ungarischen Eishockeypokal.
Trotz der Überlegenheit vor allem in den 1960er und 1970er Jahren blieb der Erfolg auf nationaler Ebene in den letzten Jahren aus, so dass der letzte Meistertitel 1997 gewonnen wurde. Der letzte Pokalsieg datiert auf das Jahr 1995. Im Jahr 2003 gewann der FTC die Pannonische Liga, eine südosteuropäische Eishockeymeisterschaft zum ersten und einzigen Mal.
In der Saison 2018/19 nahm der Verein als Spielgemeinschaft mit MAC Budapest am Spielbetrieb der Elite Women’s Hockey League teil und belegte den siebten Platz.
Im Jahr 2019 konnte man erstmals den Titel der ungarisch-rumänischen Erste Liga gewinnen, dieser Erfolg bedeutete gleichzeitig den ersten nationalen Titel nach 22 Jahren.

## Erfolge
- Ungarischer Meister (26×): 1951, 1955, 1956, 1961, 1962, 1964, 1967, 1971, 1972, 1973, 1974, 1975, 1976, 1977, 1978, 1979, 1980, 1984, 1989, 1991, 1992, 1993, 1994, 1995, 1997, 2019
- Ungarischer Pokalsieger (13×): 1968, 1969, 1973, 1974, 1975, 1976, 1977, 1979, 1980, 1983, 1990, 1991, 1995
- Erste Liga: 2019
- Pannonische Liga: 2003

## Stadion
Die Heimspiele des Ferencvárosi TC werden im Stadion Pesterzsébeti Jégcsarnok in Budapest ausgetragen.